# غدا لن تتبدل الأرض (فلم)
غدا لن تتبدل الأرض فلم مغربي من إنتاج سنة 1974 للمخرج عبد الله المصباحي من بطولة يحيى شاهين، سميرة البارودي، أمينة رشيد، عزيز موهوب, وابنة المخرج إيمان المصباحي.